# Família Ichijō
A família Ichijō (一条家, Ichijō-ke) foi uma das cinco casas regentes, que eram ramos do clã Fujiwara, uma poderosa família nobre que monopolizou os postos do Sekkan (Regentes) de Sesshō e Kanpaku no Japão. A família foi fundada pelo quarto filho de Kujō Michiie, Ichijō Sanetsune.

## Acontecimentos
Em 1242 Ichijō Sanetsune (1223 - 1284) foi o quarto filho de Kujō Michiie, pouco depois que seu irmão Nijō Yoshizane briga com seu pai e é deserdado, resolve romper com a família e constituir o Ramo Ichijō. Em 1284, abandona a vida na Corte e tornar-se um monge budista, passando a se chamar Koso.
Ichijō Uchisane (1276 - 1305) o terceiro líder dos Ichijō veio a falecer no início muito cedo aos 29 anos de idade, morreu subitamente, antes de ser nomeado Regente; e, assim, terminou sua carreira como um mero nobre sênior.
Em 1318, Ichijō Uchitsune (1291 - 1325) foi nomeado Naidaijin no governo do Imperador Go-Daigo. Go-Daigo e Go-Uda (na época imperador em clausura) tinham planejado, a nomeação de Uchitsune para a posição de Kanpaku. Nenhum Ichijō tinha sido regente nos últimos quarenta anos (a morte prematura de Uchisane deixou a família com pouca influência social e cobiçando altos postos no governo). Mas os motivos de Go-Daigo não foram altruístas: procurava alguém que fosse jovem (Uchitsune tinha na época vinte e oito anos), que tivesse um baixo status entre as famílias do Sekkan, e que fosse considerado sem talento para a política. Uchitsune foi a escolha perfeita para ser Kanpaku nos primeiros anos do reinado de Go-Daigo. Em 1323 Go-Daigo retirou seu apoio a Uchitsune, substituindo-o por Kujō Fusazane e em seguida, reconhecendo aos Kujō os direitos sobre propriedades que estes disputavam com os Ichijō. Go-Daigo não parou por ai, na esteira da queda de Uchitsune utilizou a política de dividir para conquistar, diminuindo a importância do cargo de Kanpaku, e da posição de líder do Clã Fujiwara. Conseguiu o apoio dos demais líderes das famílias do Sekkan, oferecendo-lhes novas oportunidades para aumentar o status social e político.
Em 1335 Ichijō Tsunemichi (1317 - 1365), o quinto líder do Ramo Ichijō, foi nomeado Naidaijin no governo de Go-Daigo, mas após a queda deste pelas mãos de Ashikaga Takauji em 1336, jurou lealdade a Corte do Norte (Hokuchō) do Imperador Kōgon e em 1338 foi nomeado Kanpaku do Imperador Kōmyō até 1342.
Em 1394 Ichijō Tsunetsugu (1358 - 1418) foi nomeado simultaneamente para o cargo de Sadaijin (até 1395) e Kanpaku (regente) do Imperador Go-Komatsu (até 1398). Nesta época ocorreu um polêmica com o Shogun Yoshimitsu sobre o nome a adotar para a Era (Nengō). Yoshimitsu queria adotar um nome baseado no nome do fundador da Dinastia Ming (Hongwu), Tsunetsugu se colocou contrário a adoção do nome, afirmando que: "seria uma vergonha para a nação adotar uma nome chinês como o nome de uma Era". Por fim o nome da Era acabou sendo Ōei. Tsunetsugu  seria novamente nomeado Kanpaku de Go-Komatsu de 1399 até 1408, e pela terceira vez de 1410 até 1412 (quando o imperador morreu) e desde 1412 como Kanpaku do Imperador Shoko, até a morte de Tsunetsugu em 1418.
Em 1412 no governo do Imperador Shoko, Ichijō Kaneyoshi (1402 – 1481), assumiu o lugar de seu irmão mais velho Ichijō Tsunesuke, que apesar da juventude era muito doente e foi incapaz de assumir posições administrativas. Entre 1446 - 1450, ocupa o cargo de Daijō Daijin, em 1447 foi nomeado Kanpaku de Go-Hanazono até 1453. Em 1467, foi reconduzido ao cargo de Kanpaku desta vez do Imperador Go-Tsuchimikado (até 1470). Poucos meses mais tarde ocorre a Guerra de Ōnin, e como resultado das batalhas desta ocorridas na região a residência dos Ichijō e a sua biblioteca, considerada como a melhor de sua época, foram queimadas. Depois disso em 1468 Kaneyoshi decide sair de Quioto e se mudar para o templo Kofuku-ji de Nara, pois seu filho Jinson era o Daijō-in do templo. Nessa mesma época decide abandonar os cargos na Corte e se tornar um monge budista (Biku), passando a se chamar Kakue ( 覚恵 ). Após a guerra civil em 1477, voltou a Quioto e recebeu a proteção do shogun Ashikaga Yoshihisa e sua mãe Hino Tomiko; em troca, ajudou a ensinar o jovem shogun.

## Líderes do Clã
1. - Sanetsune - (1242-1284)
2. - Ietsune - (1284-1294)
3. - Uchisane - (1294-1304)
4. - Uchitsune - (1304-1325)
5. - Tsunemichi - (1325-1365)
6. - Tsunetsugu - (1365-1418)
7. - Kaneyoshi  -  (1418-1468)
8. - Norifusa  -  (1468-1480)
9. - Fuyura  -  (1480-1514)
10. - Fusamichi  -  (1514-1548)
11. - Kanefuyu  -  (1548-1554)
12. - Uchimoto  -  (1554-1611)
13. - Akiyoshi  -  (1611-1672)
14. - Norisuke  -  (1672-1700)
15. - Kaneteru  -  (1700-1705)

## Ramo Tosa-Ichijō
O Ramo Tosa-Ichijō iniciou-se quando Norifusa, terceiro filho de Kaneyoshi (sétimo líder da Família Ichijō) passou a residir na Província de Tosa em 1475 e formou um ramo separado do principal. Até ser destruído em 1600 com a morte de seu sétimo líder Masachika após a  Batalha de Sekigahara. Na primeira metade do Século XX foi concedido a Sanemoto se tornar o oitavo líder do Clã com o titulo do Kazoku de Danshaku (Barão).
Abaixo está a lista de líderes dos Tosa-Ichijō (土佐一条氏).
1. Norifusa
2. Fusaie
3. Fusafuyu
4. Fusamoto
5. Kanesada
6. Tadamasa
7. Masachika
8. Sanemoto

## Ramo Daigo
A família Daigo (醍醐家, Daigo-ke) era um ramo da família Ichijō, fundada no início do Período Edo por Daigo Fuyumoto, segundo filho de Ichijō Akiyoshi  (Décimo-terceiro líder da Família Ichijō) . Akiyoshi antes de ser adotado por Uchimoto foi o nono filho do Imperador Go-Yozei  daí sua descendência Imperial.
1. Fuyumoto
2. Fuyuhiro
3. Keitane
4. Kanezumi
5. Fuyuka
6. Teruhisa
7. Teruhiro
8. Tadayoshi
9. Teruhiro
10. Tadayori
11. Chūkoku
12. Tadataka
13. Tadayori
14. Tadashige
15. Tadashimube
16. Tadahisa
17. Tadanori